# Otočić Bodulaš
Otočić Bodulaš är en ö i Kroatien.   Den ligger i länet Istrien, i den västra delen av landet, 200 km sydväst om huvudstaden Zagreb.